# Jack a Jill
Jack a Jill (v anglickém originále Jack and Jill) je americká filmová komedie z roku 2011. Režisérem filmu je Dennis Dugan. Hlavní role ve filmu ztvárnili Adam Sandler, Al Pacino, Katie Holmes, Eugenio Derbez a Tim Meadows.

## Obsazení
| Adam Sandler     | Jack/Jill Sadelstein |
| Al Pacino        | sebe                 |
| Katie Holmes     | Erin Sadelstein      |
| Eugenio Derbez   | Felipe/babička       |
| Tim Meadows      | Ted                  |
| Nick Swardson    | Todd                 |
| Allen Covert     | Otto                 |
| Elodie Tougne    | Sofie Sadelstein     |
| David Spade      | Monica               |
| Dennis Dugan     | Henry                |
| John McEnroe     | host na párty        |
| Shaquille O’Neil | sebe                 |
| Regis Philbin    | sebe                 |
| Johnny Depp      | sebe                 |